# Högs landskommun, Hälsingland
För landskommunen med detta namn i Skåne, se Högs landskommun, Skåne.
Högs landskommun var en tidigare kommun i Gävleborgs län. 

## Administrativ historik
Kommunen inrättades i Högs socken i Hälsingland när 1862 års kommunalförordningar trädde i kraft 1863. 
Vid kommunreformen 1952 uppgick den i Forsa landskommun; området tillhör sedan 1971 Hudiksvalls kommun.

## Politik

### Mandatfördelning i valen 1938-1946
| 3 | 17 |

| 20 |

| 2 | 14 | 4 |

| 20 |

| 3 | 11 | 3 | 3 |

| 20 |